# World of Warcraft: Wrath of the Lich King
Wrath of the Lich King er den anden udvidelsespakke til MMORPGen World of Warcraft, efter The Burning Crusade. Den finder sted i Northrend, hjem for Lich King, Arthas Menethil/Ner'zhul.
Spillet blev udgivet den 13. november 2008.

## Nyt Indhold
Wrath of the Lich King indeholder en række nyt indhold, hvoraf følgende blev bekræftet på BlizzCon 2007:
- Max level stiger til 80
- Kamp mod Lich King ved Frozen Throne i Icecrown Citadel
- En ny spilbar hero class: Death Knight
- Et nyt kontinent: Northrend
- Skabelsen af en ny profession: Inscription
- Max professions level stiger til 450
- Hundredvis af nye items, quests, dungeons, monstre, evner, og våben
- Belejringsvåben, og ødelæggelige bygninger (til PvP)
- Nye frisurer, med mere til ændring af ens figurs udseende
- Forbedret grafikmotor (grundlæggende til skygger og flammer)
- Ny neutral by Dalaran

### Death Knight
Death Knight (Dødsridder) er den første såkaldte "hero class" (helteklasse). Dette betyder dog ikke at den nødvendigvis er stærkere end andre klasser, men blot at den starter på et højere level eller niveau, som specificeret forneden. Klassen er en blanding af en nærkampsklasse, med tung rustning og mulighed for anvendelse af tohåndsvåben eller to et-håndsvåben, og en "caster", i kraft af dens adgang til diverse magiske evner. Death Knight bruger i modsætning til andre klasser ikke skjold som "tank". For at få mulighed for at lave en Death Knight, kræves det at man får en af sine eksisterende figurer op på level 55, hvorefter den nye klasse automatisk bliver tilgængelig.
Det vil derefter være muligt at skabe én Death Knight per "realm", som automatisk starter på level 55 med et arsenal af evner samt god udrustning.